# Mohamed Ben Daoud
Mohamed Ben Daoud, connu sous le nom de colonel Ben Daoud, est un militaire français, né en juin 1837, mort le 1er juillet 1912. Il fut le premier Saint-Cyrien algérien et l'un des premiers officiers musulmans de l'armée française, avant d'être naturalisé français.

## Biographie
Né en juin 1837 à Bou-Rechach (El Amria) près d'Oran, il est le fils d'El Seïd Mohamed Ben Daoud, l'agha des Douairs.
Ancien élève du collège arabe d'Alger, il s'inscrit en 1855 comme élève étranger à l'école militaire Saint-Cyr, d'où il est promu sous-lieutenant en 1858. (Un document de l'armée française publié en 1853 indique que Mohammed Ben Daoud a été nommé lieutenant le 10 mai 1852 au bataillon d'Alger.)
Il participe à la Campagne d'Italie (1859) et à la Guerre franco-allemande de 1870 comme capitaine du 2e régiment de chasseurs d'Afrique. Il est fait prisonnier du 28 octobre 1870 au 28 mars 1871.
Réalisant une brillante carrière dans l'armée, il est naturalisé français en 1878 puis est promu colonel au 1er régiment de spahis algériens en 1889.
Il est élevé en 1902 au grade de grand officier de la Légion d'honneur,.

## Distinctions
- Grand officier de la Légion d'honneur (1902)
- Commandeur de la Légion d'honneur (1890)
- Officier de la Légion d'honneur (1875)
- Chevalier de la Légion d'honneur (1864)[7]
- Médaille commémorative de la campagne d'Italie (1859)

## Hommages
- Une avenue d'Oran est baptisée à son nom[8].
- Un proverbe algérien fait allusion à un incident dont il aurait été victime : il se serait vu refuser le baisemain d'une dame de la haute société française, ce qui constitua l'un des premiers délits de faciès de l'Histoire : Arabe, tu resteras Arabe même si tu t'appelles colonel Ben Daoud.